# Núi Chí Linh
Núi Chí Linh (hay Linh Sơn) là một ngọn núi thuộc huyện Lang Chánh, tỉnh Thanh Hóa. Chí Linh là một ngọn núi cao, hiểm yếu bậc nhất ở thượng du sông Chu (nay thuộc xã Giao An, giữa Lang Chánh và Thường Xuân).

## Núi Chí Linh trong khởi nghĩa Lam Sơn
Vào khoảng tháng 3 năm 1419, nghĩa quân Lam Sơn bị quân Minh bao vây lần thứ hai ở núi Chí Linh, lương thực của nghĩa quân đã hết sạch. Tại đây, nghĩa quân đã trải qua muôn vàn khó khăn, thiếu lương thực trầm trọng, đói, rét. Lê Lợi phải cho giết cả voi, ngựa (kể Cả con ngựa của ông) để nuôi quân.. Mọi con đường liên lạc với bên ngoài bị cắt đứt, lực lượng cũng ngày một hao mòn. Trong thế bị vây hãm khốn đốn nghĩa quân có nguy cơ bị tiêu diệt, Lê Lợi họp Bộ tham mưu bàn kế giải nguy và nói rằng: "Bây giờ ai có thể làm như Kỷ Tín ngày xưa để ta ẩn náu trong rừng núi, mưu tính cử sự về sau" . Thấu hiểu ý đồ của Lê Lợi, Lê Lai đã khẳng khái xin nguyện hy sinh để cứu minh chủ, giải vây cho nghĩa quân Lam Sơn. Liền sau đó, Lê Lai cải trang làm Lê Lợi, lĩnh 500 quân và hai con voi chiến, tự xưng là Chúa Lam Sơn kéo ra tập kích địch. Quân Minh tập trung lực lượng vây đánh đội nghĩa binh dũng cảm đó và bắt được Lê Lai.